# ダーウィン山脈
ダーウィン山脈（英語: Cordillera Darwin）またはダルウィン山脈は、南アメリカ最南部のフエゴ島にある山脈。氷河に覆われている。

## 地理

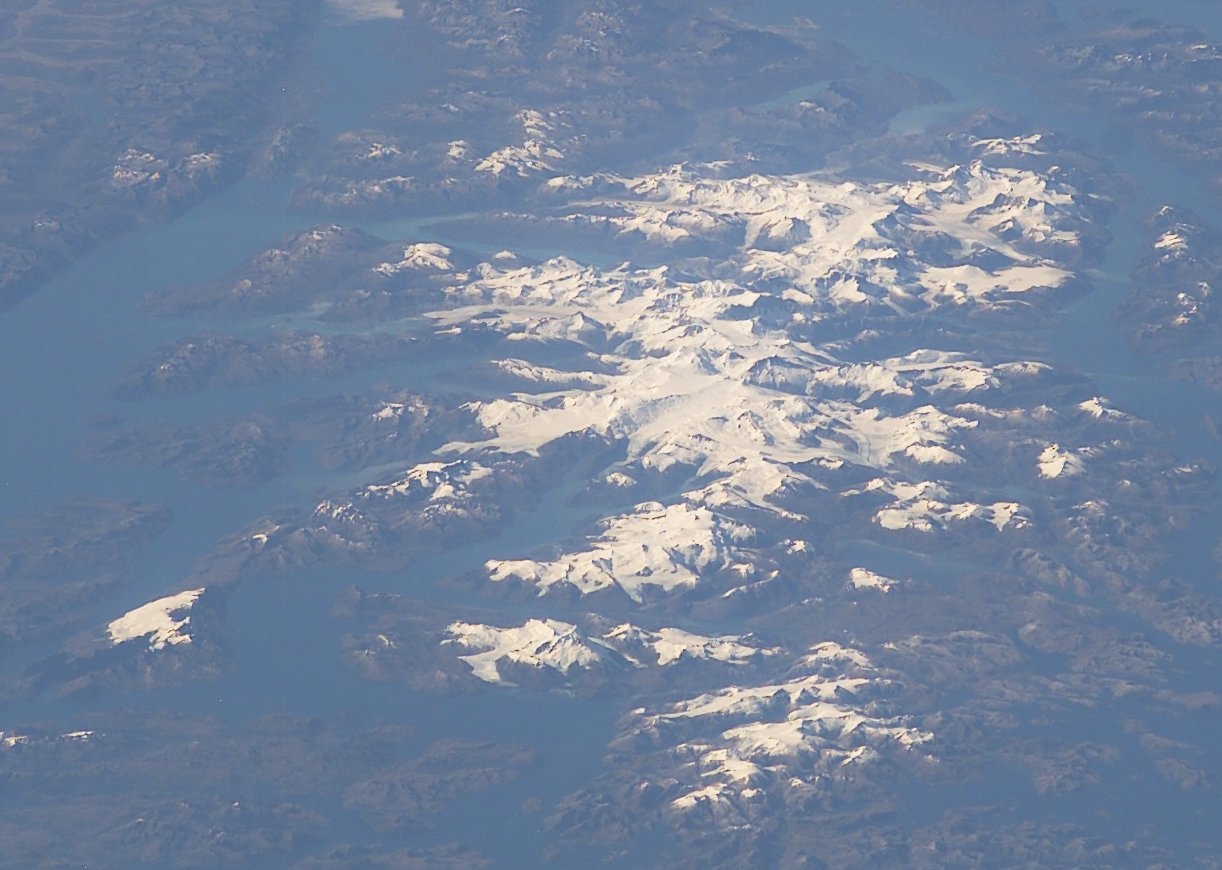
NASAによるダーウィン山脈の画像

フエゴ島の南西部にあるダーウィン山脈は、全域がチリ領に位置し、南アメリカ大陸を縦断するアンデス山脈の南端部に当たる。ただしダーウィン山脈は東西に伸びており、その西端はMagdalena海峡付近、東端はYendegaia谷付近である。山々の標高は2,000 mを超え、最高峰はダーウィン山で、標高は2,488 m。12月の終わりから3月にかけての夏季が登山に適している。
山岳氷河が発達しており、2,300 km2以上の範囲に広がっている。マリネリ氷河はこの山脈から流れているが、遅くとも1960年以降、氷河は後退を始めた。山脈と氷河群はアルベルト・デ・アゴスティニ国立公園の主要部を構成する。

## 探検史
イギリスの帆船ビーグル号は1831年から1836年にかけての世界一周航海の途中、1832年末にティエラ・デル・フエゴに到達した。その後1834年、艦長のロバート・フィッツロイは、この航海に同行していたチャールズ・ダーウィンの25歳の誕生日を祝い、山脈の最高峰をダーウィン山と名付けた。余談であるが、この付近にはダーウィンの名にちなんだ地名として他にダーウィン湾も存在する。
1962年、エリック・シプトンは他3人の仲間と共にダーウィン山脈を縦走し、上述の標高2,580 mの頂上を含むダーウィン山の三つの頂上およびCerro Yagánに初登頂した。また2011年10月、フランス軍のGroupe Militaire de Haute Montagneというチームが29日間をかけて山脈を縦走した。

## 主な山頂
- ダーウィン山 - 2,488 m または 2580 m
- Sarmiento山（英語版） - 2,246 m
- Italia山
- Bove山（英語版） - 2,300 m
- Roncagli山
- Luis de Saboya山
- Della Vedova山
- Buckland山（英語版） - 1,746 m